# Bruno Astesana
Bruno Astesana (Villafalletto, 27 gennaio 1953 – Cuneo, 22 maggio 2020) è stato un musicista italiano.

## Biografia
Bruno Astesana studia strumenti a percussione con Michael Messerklinger e composizione con Carlo Mosso nei conservatori di Milano e di Alessandria dal 1968 al 1973.
Dal 1973 al 1994 è percussionista stabile dell’Orchestra Sinfonica Nazionale della RAI di Torino e dal 1974 al 1991 dell'Orchestra Sinfonica del Teatro Regio di Torino  (con la quale partecipa ancora nel 1996 al centenario di  “Bohème” di Giacomo Puccini al fianco di Mirella Freni e Luciano Pavarotti). In questa veste annovera centinaia di esecuzioni sinfoniche con la direzione, in particolare,  di Gary Bertini, Pierre Boulez, Rafael Frühbeck de Burgos, Aldo Ceccato, Riccardo Chailly, Gianandrea Gavazzeni, Carlo Maria Giulini, Carlos Kleiber, Gustav Kuhn, Eliahu Inbal, Daniel Oren, Seiji Ozawa, Riccardo Muti, Michel Sasson, Gunther Schuller, Thomas Schippers... ed accompagna le voci di maggior prestigio del panorama internazionale quali Wilma Borelli, Montserrat Caballé, José Carreras, Gianfranco Cecchele, Ileana Cotrubas, Mirella Freni, Nicolaj Ghiaurov, Marilyn Horne, Rajna Kabaivanska, Elena Mauti Nunziata, Sherrill Milnes, Aldo Protti, Alberto Rinaldi, Renata Scotto... nelle rappresentazioni dell'orchestra in Italia e all'estero.
Nel 1985/86 fa parte dell'Orchestra Filarmonica Marchigiana,  nel 1987 dell'Orchestra Internazionale Italiana di Fermo diretta da Güstav Kuhn  e dal 1987 al 1990 è presente in numerose esecuzioni dell'Orchestra I Filarmonici di Torino, tra le quali spiccano la 4ª Sinfonia di Brahms e la 4ª Sinfonia di Schubert dirette da Carlo Maria Giulini (1989, Auditorium RAI di Torino) e l'esecuzione in accompagnamento al maestro Mstislav Leopol'dovič Rostropovič di musiche di Smetana, Cajkovskij, Dvorak dirette da Marcello Rota (1990).
Fin dagli esordi si dedica alla musica cameristica con il Gruppo di Musica Contemporanea diretto da Gianpiero Taverna, il Musica Rara Ensemble diretto da Franco Ferrara, il Gruppo Cameristico Torinese diretto da Alberto Peyretti, l'Ottetto Stravinsky, il duo pianistico Canino-Ballista, l'Ensemble Europeo Antidogma - Camerata Casella diretto da Enrico Correggia e l'Ensemble di Percussioni di Maurizio Ben Omar.  Annovera un ampio repertorio di brani di compositori di rilievo,  in particolare J. Cage, S. Reich,  C. Chavez, I. Xenakis, C. Saint Saens, B. Bartok, e di esecuzioni quali la “Création du monde” di D. Milhaud diretta da Marcello Rota (1987), “Quatro canciones de Federico Garcia Lorca”, diretta dall'autore Fernando Lopes-Graça, “Histoire du soldat” di I. Stravinsky diretta da Mariano Manocchi (1993), "Tempi concertati per 4 solisti e 4 orchestre" composta e diretta da Luciano Berio e “Arcana” di E. Varèse.
Attivo alla batteria nel munifico campo pop, negli anni 70 e 80 ha suonato inciso, accreditato e quasi sempre non, con alcuni noti artisti del panorama musicale italiano quali Matia Bazar (sua l'eccelsa performance in “Cavallo Bianco", dal singolo Per un'ora d'amore/Cavallo bianco), Fabio Concato, Paolo Conte, Gipo Farassino,  Ricchi e Poveri ..., accompagnando in concerto per alcuni anni Paolo Conte e Gipo Farassino, ed ha partecipato come musicista e rumorista all'incisione di colonne ed effetti sonori in vari film italiani. 
Dall'infanzia ama il jazz e dal 1981, insoddisfatto del contesto di insegnamento locale, studia negli Stati Uniti d'America con Alan Dawson, Gary Chaffee, Bob Gullotti e Hal Krook. Tra il 1984 e il 2001 frequenta annualmente i corsi del Berklee College of Music di Boston e si perfeziona con i suoi migliori musicisti, in particolare con l'amico Skip Hadden,  Dean Anderson, Tommy Campbell, Kenwood Dennard,  Dom Famularo, Jamey Haddad, Jon Hazilla, Joe Hunt, Horatio Hernandez, Robert Kaufman, Francisco Mela,  Victor Mendoza, Pascal Meirelles,  Enrique Plà, John Ramsey,  Bob Tamagni, Ed Uribe e Steve Wilkes. Questi, con Michael Messerklinger e Carlo Mosso, i suoi insegnanti (2).
Nel 1976 esordisce nella musica jazz con Gianni Basso e appare successivamente in centinaia di concerti, in particolare con Andrea Allione, Gianni Basso, Flavio Boltro, Rosario Bonaccorso, Luigi Bonafede, Paolo Bonfanti,  Fabrizio Bosso, Pinuccio Calì, Cico Cicognani, Emanuele Cisi, Paolo Conte, Antonio Faraò, Julius Farmer, Luigi Ferrara, Garrison Fewell, Mario Fragiacomo, Tiziana Ghiglioni, Mark Harris, Augusto Mancinelli, Gianni Negro, Yu Nobuhara, Marco Pellacani, Enrico Rava, Michel Rosen, German Schauss, Don Stapleson, Tak Tanaka, Stefano Travaglini, Massimo Urbani, Jimmy Villotti, Douglas Yates, Attilio Zanchi, Riccardo Zegna ...
Ha costituito vari gruppi musicali: il primo, I Wilson Pickett, all'età di 13 anni (frutto dei suoi ascolti musicali di jazz, R&B e soul iniziati nell'infanzia e dell'attività svolta dai sette ai 14 anni nella Banda Musicale di Villafalletto suonando inizialmente il clarinetto e successivamente il tamburo da parata), in seguito crea il Bruno Astesana Jazz Trio con Francesco Bertone al contrabbasso e Remo Ramondetti al pianoforte, il gruppo funky-fusion Nord Ovest Professional Band, il gruppo AfroRitmia con Gianni Negro,  il Bolling Group con i flautisti Giuseppe Nova e Shelby Boggio e il gruppo Drummeria mobile.
Nel 1982 inizia l’attività di insegnamento di armonia, batteria, timbales e ear training in vari istituti (Percstudio e Centro Jazz di Torino, Laboratorio di Musica Moderna “Nuvolari Libera Tribù” di Cuneo, Scuola Civica di Torino e altre scuole civiche del cuneese) e free lance in seminari di drum lab, in particolare nella Scuola di Alto Perfezionamento Musicale della Comunità Europea di Saluzzo, l'Espace de Musique di Losanna, il Berklee College of Music di Boston,  portando nel contesto didattico italiano il metodo americano con largo anticipo rispetto alla sua successiva diffusione in Italia.
Dal 2008 è stato per alcuni anni docente di batteria jazz presso il Conservatorio “G. Tartini” di Trieste, quindi nell’amato Conservatorio "Egidio Romualdo Duni" di Matera e infine dal 2020 nel Conservatorio “A. Vivaldi” di Alessandria, dove, ancora studente, era approdato per seguire nel suo trasferimento da Torino il compositore Carlo Mosso, suo mai dimenticato professore, amico e mentore.

## Discografia
- 1997 L'Orfeo, Opera SV318 di C. Monteverdi – Orchestra dei Solisti della Cappella Musicale di San Petronio, direttore S. Vartolo
- 1989 Canzoni napoletane - Tenore Alberto Cupido - Orchestra I Filarmonici di Torino, direttore M. Barbacini
- 1988  Alte kameraden  dall'album Trieste, ieri, un secolo fa di Mario Fragiacomo
- 1981  Via con me  dall'album Paris Milonga di Paolo Conte

## Colonne sonore
- 2009 Motò, cortometraggio di Costantino Sarnelli (composizione e incisione delle musiche)
- 2007 La luce dell’ombra, spettacoli della Compagnia teatrale Intronauti (composizione e incisione delle musiche)
- 1977 Padre Padrone, film dei fratelli Taviani (incisione delle musiche)
- 1974 Romanzo popolare, film di Mario Monicelli (incisione delle musiche)

## Incisioni sinfoniche per programmi televisivi RAI
- Archivio Orchestra Sinfonica RAI di Torino, passim dal 1973 al 1994